# Саловка (Полтавская область)
Саловка (укр. Салівка) — село, Саловский сельский совет, Кременчугский район, Полтавская область, Украина.
Код КОАТУУ — 5322485601. Население по переписи 2001 года составляло 920 человек.
Является административным центром Саловского сельского совета (в который также входят сёла Карповка,
Махновка и Петрашовка).

## Географическое положение
Село находится на берегах реки Сухой Кобелячек, которая через 2 км впадает в реку Днепр, выше по течению на расстоянии в 0,5 км расположено село Петрашовка, ниже по течению примыкает село Карповка.

## История
Есть на карте 1869 года.
В 1911 году на хуторе Саловка была церковно-приходская школа, церковь Благовещенская и жило 785 человек.

## Объекты социальной сферы
- Школа.
- Фельдшерско-акушерский пункт.
- Дом культуры.
- Стадион.

## Экономика
- Молочно-товарная, птице-товарная, свино-товарная и овце-товарная ферма, машинно-тракторные мастерские.

## Достопримечательности
- Братская могила советских воинов.